# 扎季什涅 (莫納斯特里斯卡區)
48°59′13″N 25°7′53″E / 48.98694°N 25.13139°E
扎季什涅（烏克蘭語：Затишне），是烏克蘭的村落，位於該國西部捷爾諾波爾州，由喬爾特基夫區負責管轄，始建於1861年，面積6.5平方公里，2001年人口100，人口密度每平方公里15.4人。